# Babycziwka (obwód połtawski)
Babycziwka (ukr. Бабичівка) – wieś na Ukrainie, w obwodzie połtawskim, w rejonie krzemieńczuckim, w hromadzie Hłobyne. W 2001 liczyła 590 mieszkańców, spośród których 569 wskazało jako ojczysty język ukraiński, 19 rosyjski, 8 mołdawski, 2 ormiański, a 1 inny.